# Lamy-Verheugen-Plan
Der Lamy-Verheugen-Plan (nach Pascal Lamy und Günter Verheugen) ist die Idee einer deutsch-französischen Konföderation.
Diese Konföderation könnte eine gemeinsame Armee, gemeinsame Botschaften im Ausland und einen gemeinsamen Sitz im Sicherheitsrat der UN haben.